# Nerocila pulicatensis
Nerocila pulicatensis is een pissebed uit de familie Cymothoidae. De wetenschappelijke naam van de soort is voor het eerst geldig gepubliceerd in 1980 door Jayadev Babu & Sanjeeva Raj.